# Hans-Egon Richert
Hans-Egon Richert (2 de junio de 1924 - 25 de noviembre de 1993) fue un matemático alemán que trabajó principalmente en teoría analítica de números. Es el autor (con Heini Halberstam) de un libro definitivo sobre la teoría de cribas.

## Semblanza
Richert nació en 1924 en Hamburgo, Alemania. Asistió a la Universidad de Hamburgo y se doctoró dirigido por Max Deuring en 1950. Ocupó una cátedra temporal en la Universidad de Gotinga y luego una cátedra de nueva creación en la Universidad de Marburgo. En 1972 se trasladó a la Universidad de Ulm, donde permaneció hasta su jubilación en 1991. Murió el 25 de noviembre de 1993 en Blaustein, cerca de Ulm, Alemania.

## Realizaciones
Su trabajó se centró principalmente en la teoría analítica de números y, a partir de 1965, comenzó una colaboración con Heini Halberstam y cambió su enfoque a la teoría de tamices. Durante muchos años fue presidente de las reuniones de Teoría Analítica de Números en el Instituto de Investigación Matemática de Oberwolfach.

### Teoría analítica de números
Realizó contribuciones a la teoría de números aditivos, series de Dirichlet, sumabilidad de Riesz, el análogo multiplicativo del teorema de Erdős-Fuchs, estimaciones del número de grupos abelianos no isomorfos y límites de sumas exponenciales. Demostró el caso del exponente 15/46 para el problema del divisor de Dirichlet, un récord que se mantuvo durante muchos años.

### Métodos de tamizado
Uno de los resultados más notables de Richert fue el teorema de Jurkat-Richert, trabajo conjunto con Wolfgang B. Jurkat que mejoró el tamiz de Selberg y se usa en la prueba del teorema de Chen. : 257 Richert también produjo una "forma legible" del teorema de Chen (se trata en el último capítulo de Métodos de Tamizado).
El libro Sieve Methods (Métodos de Tamizado) Al revisar el libro en 1976, Hugh Montgomery escribió: "En el pasado, los investigadores generalmente deducían los límites de tamiz requeridos para una aplicación, pero ahora los interesados en el tema encontrarán que generalmente basta con apelar a un teorema apropiado de los Métodos de Tamizado" y "En los próximos años, los Métodos de Tamizado serán vitales para aquellos que buscan trabajar en el tema, y también para aquellos que buscan desarrollar aplicaciones".